# Interkontinentális kupa (labdarúgás)
Az interkontinentális kupa (európai–dél-amerikai kupa vagy Toyota Kupa) egy labdarúgó rendezvény volt az UEFA és a CONMEBOL rendezésében, ahol az európai UEFA-bajnokok ligája győztes és a dél-amerikai Copa Libertadores győztese játszott egymással egy páros mérkőzést minden évben, 1980-tól kezdődően mindig Japánban (ekkortól már csak egy mérkőzést).
Az első FIFA-klubvilágbajnokságot 2000-ben tartották.
2005-től kezdődően a FIFA-klubvilágbajnokság lépett az interkontinentális kupa helyébe, amelyben részt vesznek Észak-Amerika, Ázsia, Afrika és Óceánia bajnokai is. 2017-ben a FIFA a torna győzteseit is hivatalosan klubvilágbajnoknak nyilvánította.

## Története
Az első csapat, amely "Világbajnok" lett a klubok között a Hibernian FC volt, amely a Skót Kupa győzteseként kihívta az FA Kupa győztes Preston North End-et 1887. augusztus 13-án. A következő szezon győztesei, a Renton FC megmérkőzött az FA Kupa címvédő West Bromwich Albionnal a következő évben, bár a mérkőzésre nem kaptak engedélyt a saját szövetségeiktől. A későbbi angol és skót labdarúgó-bajnokság megalkotásakor az a koncepció merült fel a klubok felé, hogy a klubok "világbajnoksága" kevésbé fontos, és a klubok fókuszáljanak inkább a saját nemzeti bajnokságuk megnyerésére.
A klubvilágbajnokság elődjét Henri Delaunay alkotta meg, amely azt volt hivatott eldönteni, hogy melyik a világ legjobb csapata (Európa és Dél-Amerika vált a labdarúgóvilág legjobb kontinenseié).
Európának már megvolt az európai bajnok klubok kupája, de Dél-Amerikában nem volt hasonló rendezvény. ezért a Dél-amerikai Confederación (a CONMEBOL elődje) létrehozott egy hasonló versenysorozatot, és elnevezte a Dél-amerikai függetlenség hőseiről. A Copa Libertadores előidézte a Klubvilágbajnokság megvalósítását.
Az első mérkőzést 1960-ban játszották le a spanyol Real Madrid és az uruguayi Peñarol között.
Az 1950-es évek óta (és főleg az 1970-es évek óta) számos dél-amerikai tehetség átkelt az Atlanti-óceánon, hogy európai csapatokban játsszon. Talán ennek a következményeként a dél-amerikai szurkolók sokkal fontosabbnak ítélték meg az interkontinentális kupát, mint az európai drukkerek.
Különösen traumás esemény volt az 1969-es kiírás az Estudiantes és a Milan között, amely sok Estudiantes játékos számára nagyon durva "élmény" volt.
A játékosok épsége miatti aggodalom és a pénzügyi hiány miatt számos európai bajnok visszalépett a részvételtől; minden esetben a velük döntőt játszók léptek a helyükbe. Az 1975-ös és 1978-as kiírást nem játszották le végig.
A rendezvény sikere miatt a Toyota lett a szponzor az 1980-as kiírástól kezdődően; a rendezvény történetének fennmaradó részében egy klub se lépett vissza az interkontinentális kupa részvételtől, és a versenyt mindig egy mérkőzésen bonyolították le semleges pályán, a Toyota hazájában, Japánban.
A kupát 2004-ben játszották le utoljára, melynek helyébe a FIFA-klubvilágbajnokság lépett 2005-től. Azonban 2005 decemberében szó volt a mihamarabbi helyreállításáról, de ebben az esetben a Recopa Sudamericana és az Európai Szuperkupa győztese mérkőzne meg.

## Lebonyolítása
1960-tól 1979-ig az interkontinentális kupát oda-visszavágós rendszerben játszották. 1960 és 1968 között a kupa sorsát pontszerzési módszerrel döntötték el, ugyanazt a formát használta a CONMEBOL is a Copa Libertadores győztesének megállapításához 1987-ig. Emiatt a formáció miatt harmadik mérkőzésre volt szükség, amikor mindkét csapat azonos számú pontot szerzett. 1969-től 1979-ig a rendezvény elfogadta az európai szabványt, az összesített gól rendszerét, és az idegenben lőtt gólt.
1980-tól kezdődően a döntőt egy mérkőzéses rendszerben játszották. 2000-ig a mérkőzéseket a tokiói Nemzeti Stadionban tartották. 2001 óta a döntőket a Jokohamai Nemzetközi Stadionban rendezik, a 2002-es labdarúgó-világbajnokság döntőjének helyszínén.

## Interkontinentális kupadöntők

### Egy mérkőzéses rendszer
- A döntőkhöz, amely tartalmazza mind az interkontinentális kupát és a FIFA-klubvilágbajnokságot is, lásd a Az Interkontinentális kupa és a FIFA-klubvilágbajnokság statisztikái.

| Év   | Győztes                                                                           | Eredmény | Döntős                   | Helyszín                        |
| ---- | --------------------------------------------------------------------------------- | -------- | ------------------------ | ------------------------------- |
| 2004 | FC Porto (POR)                                                                    | 0 – 0 hu | Once Caldas (COL)        | International Stadium, Jokohama |
| 2004 | büntetőkkel: 8–7                                                                  |          |                          | International Stadium, Jokohama |
| 2003 | Boca Juniors (ARG)                                                                | 1 – 1 hu | AC Milan (ITA)           | International Stadium, Jokohama |
| 2003 | büntetőkkel: 3–1                                                                  |          |                          | International Stadium, Jokohama |
| 2002 | Real Madrid (ESP)                                                                 | 2 – 0    | Olimpia Asunción (PAR)   | International Stadium, Jokohama |
| 2001 | Bayern München (GER)                                                              | 1 – 0    | Boca Juniors (ARG)       | International Stadium, Jokohama |
| 2000 | Boca Juniors (ARG)                                                                | 2 – 1    | Real Madrid (ESP)        | Nemzeti Stadion, Tokió          |
| 1999 | Manchester United (ENG)                                                           | 1 – 0    | Palmeiras (BRA)          | Nemzeti Stadion, Tokió          |
| 1998 | Real Madrid (ESP)                                                                 | 2 – 1    | Vasco da Gama (BRA)      | Nemzeti Stadion, Tokió          |
| 1997 | Borussia Dortmund (GER)                                                           | 2 – 0    | Cruzeiro (BRA)           | Nemzeti Stadion, Tokió          |
| 1996 | Juventus FC (ITA)                                                                 | 1 – 0    | River Plate (ARG)        | Nemzeti Stadion, Tokió          |
| 1995 | Ajax Amsterdam (NED)                                                              | 0 – 0 hu | Grêmio (BRA)             | Nemzeti Stadion, Tokió          |
| 1995 | büntetőkkel: 4–3                                                                  |          |                          | Nemzeti Stadion, Tokió          |
| 1994 | Vélez Sarsfield (ARG)                                                             | 2 – 0    | AC Milan (ITA)           | Nemzeti Stadion, Tokió          |
| 1993 | São Paulo (BRA)                                                                   | 3 – 2    | AC Milan (ITA)           | Nemzeti Stadion, Tokió          |
| 1993 | Az európai bajnok Marseille (FRA) kizárták a bunda- és vesztegetési botrány miatt |          |                          | Nemzeti Stadion, Tokió          |
| 1992 | São Paulo (BRA)                                                                   | 2 – 1    | Barcelona (ESP)          | Nemzeti Stadion, Tokió          |
| 1991 | Crvena Zvezda (YUG)                                                               | 3 – 0    | Colo-Colo (CHI)          | Nemzeti Stadion, Tokió          |
| 1990 | AC Milan (ITA)                                                                    | 3 – 0    | Olimpia Asunción (PAR)   | Nemzeti Stadion, Tokió          |
| 1989 | AC Milan (ITA)                                                                    | 1 – 0 hu | Atlético Nacional (COL)  | Nemzeti Stadion, Tokió          |
| 1988 | Nacional (URU)                                                                    | 2 – 2 hu | PSV Eindhoven (NED)      | Nemzeti Stadion, Tokió          |
| 1988 | büntetőkkel: 7–6                                                                  |          |                          | Nemzeti Stadion, Tokió          |
| 1987 | FC Porto (POR)                                                                    | 2 – 1 hu | Peñarol (URU)            | Nemzeti Stadion, Tokió          |
| 1986 | River Plate (ARG)                                                                 | 1 – 0    | Steaua Bucureşti (ROM)   | Nemzeti Stadion, Tokió          |
| 1985 | Juventus (ITA)                                                                    | 2 – 2 hu | Argentinos Juniors (ARG) | Nemzeti Stadion, Tokió          |
| 1985 | büntetőkkel: 4–2                                                                  |          |                          | Nemzeti Stadion, Tokió          |
| 1984 | Independiente (ARG)                                                               | 1 – 0    | Liverpool (ENG)          | Nemzeti Stadion, Tokió          |
| 1983 | Grêmio (BRA)                                                                      | 2 – 1 hu | Hamburger SV (FRG)       | Nemzeti Stadion, Tokió          |
| 1982 | Peñarol (URU)                                                                     | 2 – 0    | Aston Villa (ENG)        | Nemzeti Stadion, Tokió          |
| 1981 | Flamengo (BRA)                                                                    | 3 – 0    | Liverpool (ENG)          | Nemzeti Stadion, Tokió          |
| 1980 | Nacional (URU)                                                                    | 1 – 0    | Nottingham Forest (ENG)  | Nemzeti Stadion, Tokió          |

### Oda-visszavágós rendszer
| Év   | Hazai csapat                                                                                                   | Eredmény                                                        | Vendég csapat                                                   | Helyszín                                                        |
| ---- | --- | --------------------------------------------------------------- | --------------------------------------------------------------- | --------------------------------------------------------------- |
| 1979 | Malmö FF (SWE)                                                                                                 | 0 – 1                                                           | Olimpia Asunción (PAR)                                          | Malmö Stadion, Malmö                                            |
| 1979 | Olimpia Asunción (PAR)                                                                                         | 2 – 1                                                           | Malmö FF (SWE)                                                  | Defensores del Chaco, Asunción                                  |
| 1979 | Az Olimpia Asunción nyert 3–1-es összesítéssel Jegyzet: Az európai bajnok Nottingham Forest (ENG) visszalépett |                                                                 |                                                                 |                                                                 |
| 1978 | NEM TARTOTTÁK MEG Liverpool – Boca Juniors vs (ENG) (ARG)                                                      | NEM TARTOTTÁK MEG Liverpool – Boca Juniors vs (ENG) (ARG)       | NEM TARTOTTÁK MEG Liverpool – Boca Juniors vs (ENG) (ARG)       | NEM TARTOTTÁK MEG Liverpool – Boca Juniors vs (ENG) (ARG)       |
| 1978 | A Liverpool visszalépett                                                                                       |                                                                 |                                                                 |                                                                 |
| 1977 | Boca Juniors (ARG)                                                                                             | 2 – 2                                                           | Borussia Mönchengladbach (FRG)                                  | La Bombonera, Buenos Aires                                      |
| 1977 | Borussia Mönchengladbach (FRG)                                                                                 | 0 – 3                                                           | Boca Juniors (ARG)                                              | Wildpark, Karlsruhe                                             |
| 1977 | A Boca Juniors nyert 5–2-es összesítéssel Jegyzet: Az európai bajnok Liverpool (ENG) visszalépett              |                                                                 |                                                                 |                                                                 |
| 1976 | Bayern München (FRG)                                                                                           | 2 – 0                                                           | Cruzeiro (BRA)                                                  | Olimpiai Stadion, München                                       |
| 1976 | Cruzeiro (BRA)                                                                                                 | 0 – 0                                                           | Bayern München (FRG)                                            | Mineirão, Belo Horizonte                                        |
| 1976 | A Bayern München nyert 2–0-s összesítéssel                                                                     |                                                                 |                                                                 |                                                                 |
| 1975 | NEM TARTOTTÁK MEG Bayern München – Independiente vs (FRG) (ARG)                                                | NEM TARTOTTÁK MEG Bayern München – Independiente vs (FRG) (ARG) | NEM TARTOTTÁK MEG Bayern München – Independiente vs (FRG) (ARG) | NEM TARTOTTÁK MEG Bayern München – Independiente vs (FRG) (ARG) |
| 1975 | Egyik csapat sem értett egyet az időpontokkal                                                                  |                                                                 |                                                                 |                                                                 |
| 1974 | Independiente (ARG)                                                                                            | 1 – 0                                                           | Atlético Madrid (ESP)                                           | Estadio Almirante Cordero, Avellaneda                           |
| 1974 | Atlético Madrid (ESP)                                                                                          | 2 – 0                                                           | Independiente (ARG)                                             | Vicente Calderón, Madrid                                        |
| 1974 | Az Atlético Madrid nyert 2–1-es összesítéssel Jegyzet: Az európai bajnok Bayern München (FRG) visszalépett     |                                                                 |                                                                 |                                                                 |
| 1973 | Juventus (ITA)                                                                                                 | 0 – 1                                                           | Independiente (ARG)                                             | Stadio Olimpico, Róma                                           |
| 1973 | Egy mérkőzést játszottak Jegyzet: Az európai bajnok Ajax Amsterdam (NED) visszalépett                          |                                                                 |                                                                 | Stadio Olimpico, Róma                                           |
| 1972 | Independiente (ARG)                                                                                            | 1 – 1                                                           | Ajax Amsterdam (NED)                                            | Estadio Almirante Cordero, Avellaneda                           |
| 1972 | Ajax Amsterdam (NED)                                                                                           | 3 – 0                                                           | Independiente (ARG)                                             | Olimpiai Stadion, Amszterdam                                    |
| 1972 | Az Ajax Amsterdam nyert 4–1-es összesítéssel                                                                   |                                                                 |                                                                 |                                                                 |
| 1971 | Panathinaikósz (GRE)                                                                                           | 1 – 1                                                           | Nacional (URU)                                                  | Karaiszkákisz-stadion, Athén                                    |
| 1971 | Nacional (URU)                                                                                                 | 2 – 1                                                           | Panathinaikósz (GRE)                                            | Estadio Centenario, Montevideo                                  |
| 1971 | A Nacional nyert 3–2-es összesítéssel Jegyzet: Az európai bajnok Ajax Amsterdam (NED) visszalépett             |                                                                 |                                                                 |                                                                 |
| 1970 | Estudiantes La Plata (ARG)                                                                                     | 2 – 2                                                           | Feyenoord (NED)                                                 | La Bombonera, Buenos Aires                                      |
| 1970 | Feyenoord (NED)                                                                                                | 1 – 0                                                           | Estudiantes La Plata (ARG)                                      | De Kuip, Rotterdam                                              |
| 1970 | A Feyenoord nyert 3–2-es összesítéssel                                                                         |                                                                 |                                                                 |                                                                 |
| 1969 | AC Milan (ITA)                                                                                                 | 3 – 0                                                           | Estudiantes La Plata (ARG)                                      | Giuseppe Meazza Stadion, Milánó                                 |
| 1969 | Estudiantes La Plata (ARG)                                                                                     | 2 – 1                                                           | AC Milan (ITA)                                                  | La Bombonera, Buenos Aires                                      |
| 1969 | Az AC Milan nyert 4–2-es összesítéssel                                                                         |                                                                 |                                                                 |                                                                 |
| 1968 | Estudiantes La Plata (ARG)                                                                                     | 1 – 0                                                           | Manchester United (ENG)                                         | La Bombonera, Buenos Aires                                      |
| 1968 | Manchester United (ENG)                                                                                        | 1 – 1                                                           | Estudiantes La Plata (ARG)                                      | Old Trafford, Manchester                                        |
| 1968 | Az Estudiantes La Plata nyert 3 ponttal                                                                        |                                                                 |                                                                 |                                                                 |
| 1967 | Celtic (SCO)                                                                                                   | 1 – 0                                                           | Racing Club (ARG)                                               | Hampden Park, Glasgow                                           |
| 1967 | Racing Club (ARG)                                                                                              | 2 – 1                                                           | Celtic (SCO)                                                    | El Cilindro, Avellaneda                                         |
| 1967 | Racing Club (ARG)                                                                                              | 1 – 0                                                           | Celtic (SCO)                                                    | Estadio Centenario, Montevideo                                  |
| 1967 | Mindkét csapat 2 pontot szerzett A Racing Club nyerte a rájátszást                                             |                                                                 |                                                                 |                                                                 |
| 1966 | Peñarol (URU)                                                                                                  | 2 – 0                                                           | Real Madrid (ESP)                                               | Estadio Centenario, Montevideo                                  |
| 1966 | Real Madrid (ESP)                                                                                              | 0 – 2                                                           | Peñarol (URU)                                                   | Santiago Bernabéu, Madrid                                       |
| 1966 | A Peñarol nyert 4 ponttal                                                                                      |                                                                 |                                                                 |                                                                 |
| 1965 | Internazionale (ITA)                                                                                           | 3 – 0                                                           | Independiente (ARG)                                             | Giuseppe Meazza, Milánó                                         |
| 1965 | Independiente (ARG)                                                                                            | 0 – 0                                                           | Internazionale (ITA)                                            | Estadio Almirante Cordero, Avellaneda                           |
| 1965 | Az Internazionale nyert 3 ponttal                                                                              |                                                                 |                                                                 |                                                                 |
| 1964 | Independiente (ARG)                                                                                            | 1 – 0                                                           | Internazionale (ITA)                                            | Estadio Almirante Cordero, Avellaneda                           |
| 1964 | Internazionale (ITA)                                                                                           | 2 – 0                                                           | Independiente (ARG)                                             | Giuseppe Meazza, Milánó                                         |
| 1964 | Internazionale (ITA)                                                                                           | 1 – 0 hu                                                        | Independiente (ARG)                                             | Santiago Bernabéu, Madrid                                       |
| 1964 | Mindkét csapat 2 pontot szerzett Az Internazionale nyerte a rájátszást                                         |                                                                 |                                                                 |                                                                 |
| 1963 | AC Milan (ITA)                                                                                                 | 4 – 2                                                           | Santos (BRA)                                                    | Giuseppe Meazza Stadion, Milánó                                 |
| 1963 | Santos (BRA)                                                                                                   | 4 – 2                                                           | AC Milan (ITA)                                                  | Maracanã, Rio de Janeiro                                        |
| 1963 | Santos (BRA)                                                                                                   | 1 – 0                                                           | AC Milan (ITA)                                                  | Maracanã, Rio de Janeiro                                        |
| 1963 | Mindkét csapat 2 pontot szerzett A Santos nyerte a rájátszást                                                  |                                                                 |                                                                 |                                                                 |
| 1962 | Santos (BRA)                                                                                                   | 3 – 2                                                           | Benfica (POR)                                                   | Maracanã, Rio de Janeiro                                        |
| 1962 | Benfica (POR)                                                                                                  | 2 – 5                                                           | Santos (BRA)                                                    | Estádio da Luz, Lisszabon                                       |
| 1962 | A Santos nyert 4 ponttal                                                                                       |                                                                 |                                                                 |                                                                 |
| 1961 | Benfica (POR)                                                                                                  | 1 – 0                                                           | Peñarol (URU)                                                   | Estádio da Luz, Lisszabon                                       |
| 1961 | Peñarol (URU)                                                                                                  | 5 – 0                                                           | Benfica (POR)                                                   | Estadio Centenario, Montevideo                                  |
| 1961 | Peñarol (URU)                                                                                                  | 2 – 1                                                           | Benfica (POR)                                                   | Estadio Centenario, Montevideo                                  |
| 1961 | Mindkét csapat 2 pontot szerzett A Peñarol nyerte a rájátszást                                                 |                                                                 |                                                                 |                                                                 |
| 1960 | Peñarol (URU)                                                                                                  | 0 – 0                                                           | Real Madrid (ESP)                                               | Estadio Centenario, Montevideo                                  |
| 1960 | Real Madrid (ESP)                                                                                              | 5 – 1                                                           | Peñarol (URU)                                                   | Santiago Bernabéu, Madrid                                       |
| 1960 | A Real Madrid nyert 3 ponttal                                                                                  |                                                                 |                                                                 |                                                                 |

hu - hosszabbítás után

## Összesített statisztika
- A statisztikához, amely tartalmazza az interkontinentális kupát és a FIFA-klubvilágbajnokságot is, lásd Az Interkontinentális kupa és a FIFA-klubvilágbajnokság statisztikáit.

### Klubonként
| Csapat               | Kupák | Évek               |
| -------------------- | ----- | ------------------ |
| AC Milan             | 3     | (1969, 1989, 1990) |
| Boca Juniors         | 3     | (1997, 2000, 2003) |
| Nacional             | 3     | (1971, 1980, 1988) |
| Peñarol              | 3     | (1961, 1966, 1982) |
| Real Madrid          | 3     | (1960, 1998, 2002) |
| AFC Ajax             | 2     | (1972, 1995)       |
| Bayern München       | 2     | (1976, 2001)       |
| Independiente        | 2     | (1973, 1984)       |
| Internazionale       | 2     | (1964, 1965)       |
| Juventus             | 2     | (1985, 1996)       |
| FC Porto             | 2     | (1987, 2004)       |
| Santos               | 2     | (1962, 1963)       |
| São Paulo            | 2     | (1992, 1993)       |
| Atlético Madrid      | 1     | (1974)             |
| Borussia Dortmund    | 1     | (1997)             |
| Estudiantes La Plata | 1     | (1968)             |
| Feyenoord            | 1     | (1970)             |
| Flamengo             | 1     | (1981)             |
| Grêmio               | 1     | (1983)             |
| Manchester United    | 1     | (1999)             |
| Olimpia              | 1     | (1979)             |
| Racing Club          | 1     | (1967)             |
| Crvena Zvezda        | 1     | (1991)             |
| River Plate          | 1     | (1986)             |
| Vélez Sarsfield      | 1     | (1994)             |

### Országonként
| Ország        | Csapatok | Kupák | Évek                                                   |
| ------------- | -------- | ----- | ------------------------------------------------------ |
| Argentína     | 6        | 9     | (1967, 1968, 1973, 1977, 1984, 1986, 1994, 2000, 2003) |
| Olaszország   | 3        | 7     | (1964, 1965, 1969, 1985, 1989, 1990, 1996)             |
| Brazília      | 4        | 6     | (1962, 1963, 1981, 1983, 1992, 1993)                   |
| Uruguay       | 2        | 6     | (1961, 1966, 1971, 1980, 1982, 1988)                   |
| Spanyolország | 2        | 4     | (1960, 1974, 1998, 2002)                               |
| Németország   | 2        | 3     | (1976, 1997, 2001)                                     |
| Hollandia     | 2        | 3     | (1970, 1972, 1995)                                     |
| Portugália    | 1        | 2     | (1987, 2004)                                           |
| Paraguay      | 1        | 1     | (1979)                                                 |
| Anglia        | 1        | 1     | (1999)                                                 |
| Jugoszlávia   | 1        | 1     | (1991)                                                 |

### Kontinensenként
| Kontinens   | Csapatok | Országok | Kupák |
| ----------- | -------- | -------- | ----- |
| Dél-Amerika | 13       | 4        | 22    |
| Európa      | 12       | 7        | 21    |

### Vezetőedzők
Carlos Bianchi három alkalommal nyert vezetőedzőként: egyszer a Vélez Sarsfielddel 1994-ben, és kétszer a Boca Juniorsszal, 2000-ben és 2003-ban.
Luis Cubilla és Juan Mugica, a két uruguay-i megnyerte a kupát játékosként és edzőként is:
- Luis Cubilla (1961-ben a Peñarol játékosaként és 1971-ben a Nacional játékosaként; vezetőedzőkénz 1979-ben az Olimpia Asunciónnal)
- Juan Mugica (1971-ben a Nacional játékosaként; és ugyanott 1980-ban)

### Csapatok - Játékosok
- Alessandro Costacurta és Paolo Maldini 5 alkalommal vett részt a rendezvényen, mindig a Milannal (1989, 1990, 1993, 1994, 2003).
- Az Estudiantes (1968, 1969 és 1970) és az Independiente (1972, 1973 és 1974) 3 egymást követő évben vett részt. Ezek közül a csapatok közül számos játékos játszott mindhárom évben, beleértve Carlos Salvador Bilardot és Juan Ramón Verónt.

### Mérkőzés embere
1980 óta
| Év   | Játékos              | Klub              |
| ---- | -------------------- | ----------------- |
| 2004 | Maniche              | FC Porto          |
| 2003 | Matías Donnet        | Boca Juniors      |
| 2002 | Ronaldo              | Real Madrid       |
| 2001 | Samuel Kuffour       | Bayern München    |
| 2000 | Martín Palermo       | Boca Juniors      |
| 1999 | Ryan Giggs           | Manchester United |
| 1998 | Raúl                 | Real Madrid       |
| 1997 | Andreas Möller       | Borussia Dortmund |
| 1996 | Alessandro Del Piero | Juventus          |
| 1995 | Danny Blind          | AFC Ajax          |
| 1994 | Omar Asad            | Vélez Sarsfield   |
| 1993 | Cerezo               | São Paulo         |
| 1992 | Raí                  | São Paulo         |
| 1991 | Vladimir Jugović     | Crvena Zvezda     |
| 1990 | Frank Rijkaard       | AC Milan          |
| 1989 | Alberigo Evani       | AC Milan          |
| 1988 | Santiago Ostolaza    | Nacional          |
| 1987 | Rabáh Mádzser        | FC Porto          |
| 1986 | Antonio Alzamendi    | River Plate       |
| 1985 | Michel Platini       | Juventus          |
| 1984 | José Percudani       | Independiente     |
| 1983 | Renato Gaúcho        | Grêmio            |
| 1982 | Jair                 | Peñarol           |
| 1981 | Zico                 | Flamengo          |
| 1980 | Waldemar Victorino   | Nacional          |